# 麦坪镇
麦坪镇，是中华人民共和国贵州省貴陽市花溪区下辖的一个乡镇级行政单位。
2013年4月25日，贵州省人民政府批复同意撤销麦坪乡，设置麦坪镇，镇人民政府驻场坝村。

## 行政区划
麦坪镇下辖以下地区：
场坝村、麦坪村、新寨村、康寨村、戈寨村、施庄村、刘庄村、汪庄村、杉木大寨村、杉木小寨村、落底村、大坡村、新庄村和彭官村。